# Musa Nyatama
Musa Nyatama (sinh ngày 15 tháng 8 năm 1987 ở Benoni, Gauteng) là một tiền vệ bóng đá người Nam Phi cho câu lạc bộ Premier Soccer League Orlando Pirates.

## Cá nhân
Nyatama đến từ Daveyton gần Benoni.